# Animator rynku
Animator rynku (ang. market maker) – osoba, która utrzymuje systematyczną działalność na rynkach finansowych, wykazując wolę prowadzenia na własny rachunek transakcji kupna i sprzedaży instrumentów finansowych, w oparciu o kapitał własny wyceniony według ustalanych przez podmiot cen.
Krótkofalowo obecność animatorów na rynku jest korzystna dla inwestorów, bowiem pozwala im dokonać transakcji nawet na bardzo mało popularnych instrumentach finansowych, natomiast w dłuższej perspektywie można uznać ją za szkodliwą, gdyż fałszuje obraz rynku. Firmy te są jednak potrzebne giełdzie, aby podtrzymać zainteresowanie akcjami poprzez stwarzanie wrażenia ciągłego ruchu, a więc też pojawiających się okazji związanych ze zmianami kursów.

## Animatorzy rynku w Polsce
Według polskiego prawa animatorem rynku jest podmiot zobowiązany w sposób stały, zgodnie z ustalonymi zasadami, do nabywania lub zbywania w ramach swojej działalności instrumentów finansowych na własny rachunek, w celu wspomagania płynności danego instrumentu finansowego.
Animator rynku na Warszawskiej Giełdzie Papierów Wartościowych to dom maklerski lub biuro maklerskie zajmujące się podtrzymaniem płynności instrumentu finansowego.
Animator rynku działa na podstawie umowy zawartej z giełdą. Działanie animatora polega na składaniu na rynku zleceń kupna i sprzedaży, na warunkach określonych przez giełdę. Do warunków tych zalicza się m.in.:
- minimalną (oraz ewentualnie maksymalną) wielkość jednego zlecenia,
- maksymalne zaangażowanie animatora w danym instrumencie finansowym,
- minimalne (oraz ewentualnie maksymalne) odchylenie od ostatniej ceny danego instrumentu (lub też kursu odniesienia).